# Giro di Lombardia 1990
La Giro di Lombardia 1990, ottantaquattresima edizione della corsa e valida come dodicesimo e penultimo evento della Coppa del mondo di ciclismo su strada 1990, fu disputata il 20 ottobre 1990, per un percorso totale di 246 km. Fu vinta dal francese Gilles Delion, al traguardo con il tempo di 6h11'45" alla media di 39,704 km/h.
Partenza a Monza con 208 ciclisti di cui 83 portarono a termine il percorso. Il leader della classifica di Coppa del mondo Gianni Bugno si classificò tredicesimo.

## Ordine d'arrivo (Top 10)
| Pos. | Corridore          | Squadra              | Tempo    |
| ---- | ------------------ | -------------------- | -------- |
| 1    | Gilles Delion      | Helvetia-La Suisse   | 6h11'45" |
| 2    | Pascal Richard     | Helvetia-La Suisse   | s.t.     |
| 3    | Charly Mottet      | R.M.O.               | s.t.     |
| 4    | Robert Millar      | Z-Sanson             | s.t.     |
| 5    | Federico Echave    | CLAS-Cajastur        | s.t.     |
| 6    | Claude Criquielion | Lotto                | a 3'35"  |
| 7    | Leonardo Sierra    | Selle Italia-Eurocar | s.t.     |
| 8    | Marino Lejarreta   | ONCE                 | a 3'38"  |
| 9    | Thomas Wegmüller   | Weinmann             | a 3'56"  |
| 10   | Sean Kelly         | PDM-Concorde         | a 4'06"  |